# Amphiporus albicans
Amphiporus albicans är en djurart som tillhör fylumet slemmaskar, och som beskrevs av Ehrenberg 1831. Amphiporus albicans ingår i släktet Amphiporus och familjen Amphiporidae. Inga underarter finns listade i Catalogue of Life.